# Jan Gabriel Perboyre
Jan Gabriel Perboyre, CM, chiń. 董文学, Dong Wenxue (ur. 6 stycznia 1802 w Le Puech, zm. 11 września 1840 w Wuchang, prowincja Hubei) – francuski misjonarz katolicki, męczennik, święty Kościoła katolickiego.
Był drugim synem Piotra i Marii Rigal, miał siedmioro rodzeństwa z czego dwoje założyło rodziny, reszta zaś poświęciła życie służbie Bożej.
27 grudnia 1818 roku został przyjęty do Zgromadzenia Księży Misjonarzy św. Wincentego a Paulo w Montauban, a 28 grudnia 1820 złożył śluby święte i udał się na studia do Paryża. Po ukończeniu nauki w 1823 roku, podjął działalność misyjną na terenie Francji wykładając w seminarium w Montdidier. Młody wiek nie pozwolił na przyjęcie ślubów kapłańskich, aż do 23 września 1826 roku. Następnie wykładał w seminarium w Saint Flour.
21 marca 1835, po latach starań o pozwolenie podjęcia misji na dalekim wschodzie wyruszył z portu w Hawr do Chin. Do celu swej podróży, portu w Makau, dotarł pięć miesięcy później 29 sierpnia. Po opanowaniu języka chińskiego, w marcu 1837 roku rozpoczął dzieło misyjne, realizując swoje marzenia w prowincjach Henan i Hubei.

16 września 1839 zostaje aresztowany, torturowany za szerzenie wiary katolickiej, a następnie zamordowany w Wuchang.

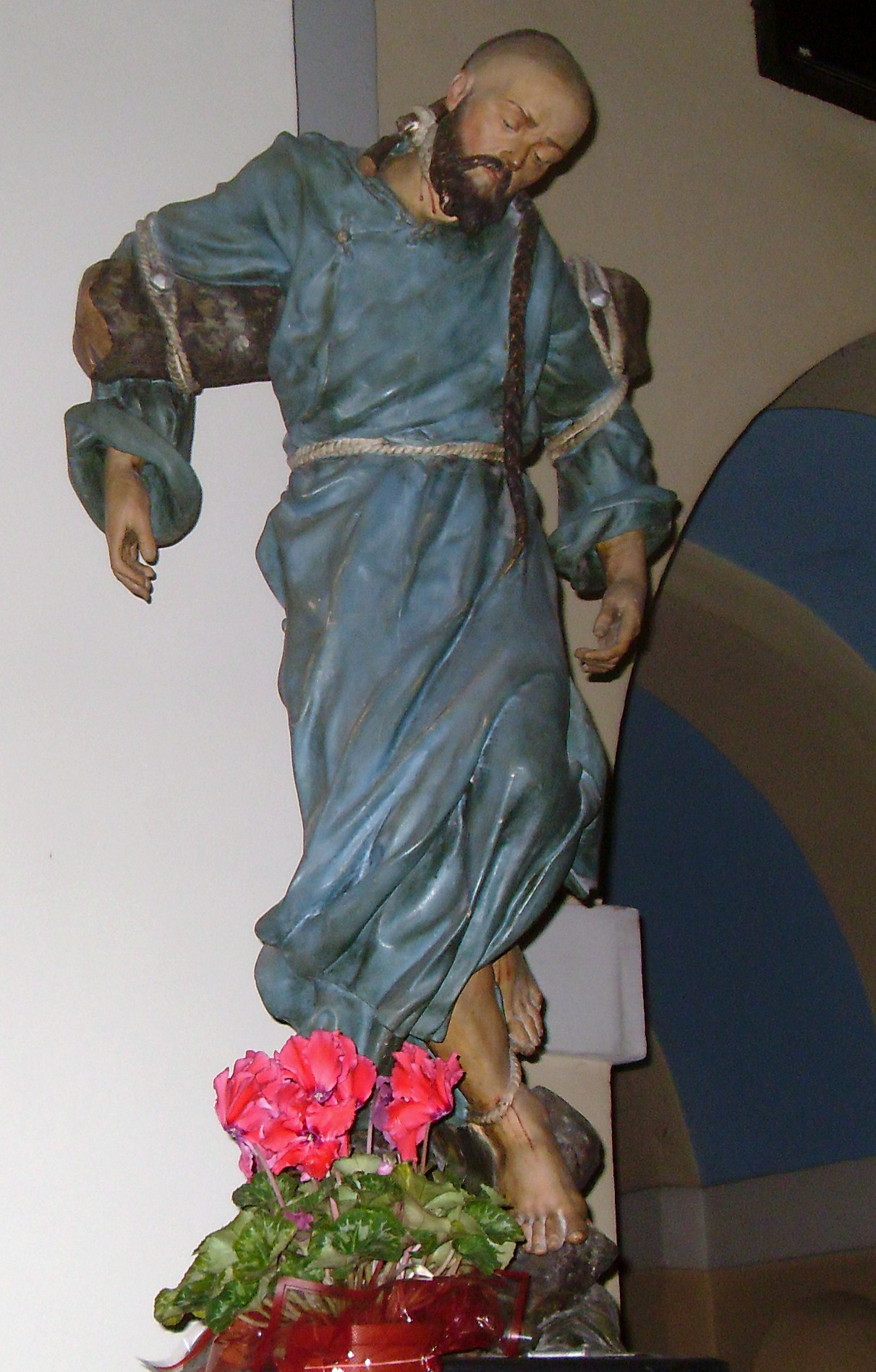
Rzeźba św. Jana Gabriela Perboyre w krakowskim kościele Niepokalanego Poczęcia NMP (ul. Kopernika).